# Theodor Schröder (Politiker, 1860)
Johann Georg Theodor Schröder (* 8. März 1860 in Kassel; † 2. Oktober 1951 in Karlshafen) war ein deutscher Verwaltungsjurist und Politiker, der sich insbesondere um die Sozialversicherung verdient gemacht hat.

## Leben
Nach dem Schulbesuch in Kassel studierte Schröder an der Georg-August-Universität Göttingen, wo er Mitglied im Corps Hannovera wurde, und an der Universität Berlin Rechtswissenschaften. Nach Referendar- und Assessorexamen in Berlin wurde er 1891 in Göttingen zum Doktor der Rechte promoviert. Im Anschluss an die Referendarzeit in Kassel wurde er dort Gerichtsassessor.

### Verbandstätigkeit
Schröder gilt als Pionier und Begründer der Selbstverwaltung der Sozialversicherung und des Genossenschaftswesens. Nach Inkrafttreten des Gesetzes betreffend die Unfall- und Krankenversicherung der in land- und forstwirtschaftlichen Betrieben beschäftigten Personen vom 5. Mai 1886 hat Assessor Theodor Schroeder als Abteilungsvorstand und Vertreter des Landeshauptmanns (Landesdirektor) der preußischen Provinz Hessen-Nassau die laufenden Verwaltungsgeschäfte des Genossenschaftsvorstands der Hessen-Nassauischen Landwirtschaftlichen Berufsgenossenschaft wahrgenommen. Damit oblagen ihm sämtliche zur Gründung und zum Aufbau der Organisation notwendigen Aufgaben. Lediglich die Entscheidung über Angelegenheiten von grundsätzlicher Bedeutung blieb dem Provinzial-Ausschuss als Genossenschaftsvorstand vorbehalten.
Darüber hinaus führte er zunächst als stellvertretender Vorstandsvorsitzender die Geschäfte der Landesversicherungsanstalt Hessen-Nassau. Er machte sich auch früh einen Namen bei der allmählichen Herausbildung eines Verbandswesens für die landwirtschaftlichen Berufsgenossenschaften sowie die Rentenversicherungsträger und war nach dem Ersten Weltkrieg bis weit in den Ruhestand hinein Vorsitzender dieser Verbände. Nach 1918 spielte er beim Wiederaufbau der Hessen-Nassauischen landwirtschaftlichen Berufsgenossenschaft und der Reichsverbände der deutschen landwirtschaftlichen Berufsgenossenschaften eine herausragende Rolle. Unter seiner Führung bekamen die Verbände eine moderne Satzung und fortschrittliche Organisation. So waren die Verbände fortan durch Geschäftsstellen und ständige Ausschüsse tätig und bekamen eine größere Selbstständigkeit gegenüber den Aufsichtsinstanzen. Die Verbände leisteten in der Weimarer Republik einen maßgeblichen Beitrag dazu, dass die fatalen Folgen des Ersten Weltkriegs und der Inflation auf die Rentenzahlungen überwunden werden konnten.
Schröder war außerdem von 1914 bis 1918 Hauptgeschäftsführer des Roten Kreuzes in Kassel und war von 1919 bis 1929 Mitglied im Vorläufigen Reichswirtschaftsrat und  Verbands- und Ehrenvorsitzender mehrerer Genossenschaften der Sozialversicherung.
Nach vierzigjähriger erfolgreicher Tätigkeit für die Hessen-Nassauische Landwirtschaftliche Berufsgenossenschaft sowie die Landesversicherungsanstalt trat Dr. Schroeder als Präsident der Landesversicherungsanstalt Hessen-Nassau zwar formal in den Ruhestand, war aber weiterhin noch für die beiden Reichsverbände (der landwirtschaftlichen Berufsgenossenschaften und der Rentenversicherung) tätig.

### Politische Tätigkeit
Zudem war Schroeder mehr als 25 Jahre lang politisch tätig. Von 1903 bis 1918 war Schroeder Mitglied des Preußischen Abgeordnetenhauses im Wahlkreis Stadtkreis Kassel für die Nationalliberale Partei. Dort gehörte er zu den führenden Mitgliedern der nationalliberalen Fraktion. Von 1919 bis 1924 war er als ehrenamtlicher Beigeordneter und Syndikus der Stadt Kassel tätig und war dort Vorsitzender der Schulkommission. Von 1919 bis 1929 gehörte er als Abgeordneter der linksliberalen Deutschen Demokratischen Partei dem hessen-nassauischen Provinzial- und Kommunallandtag an.

## Ehrungen

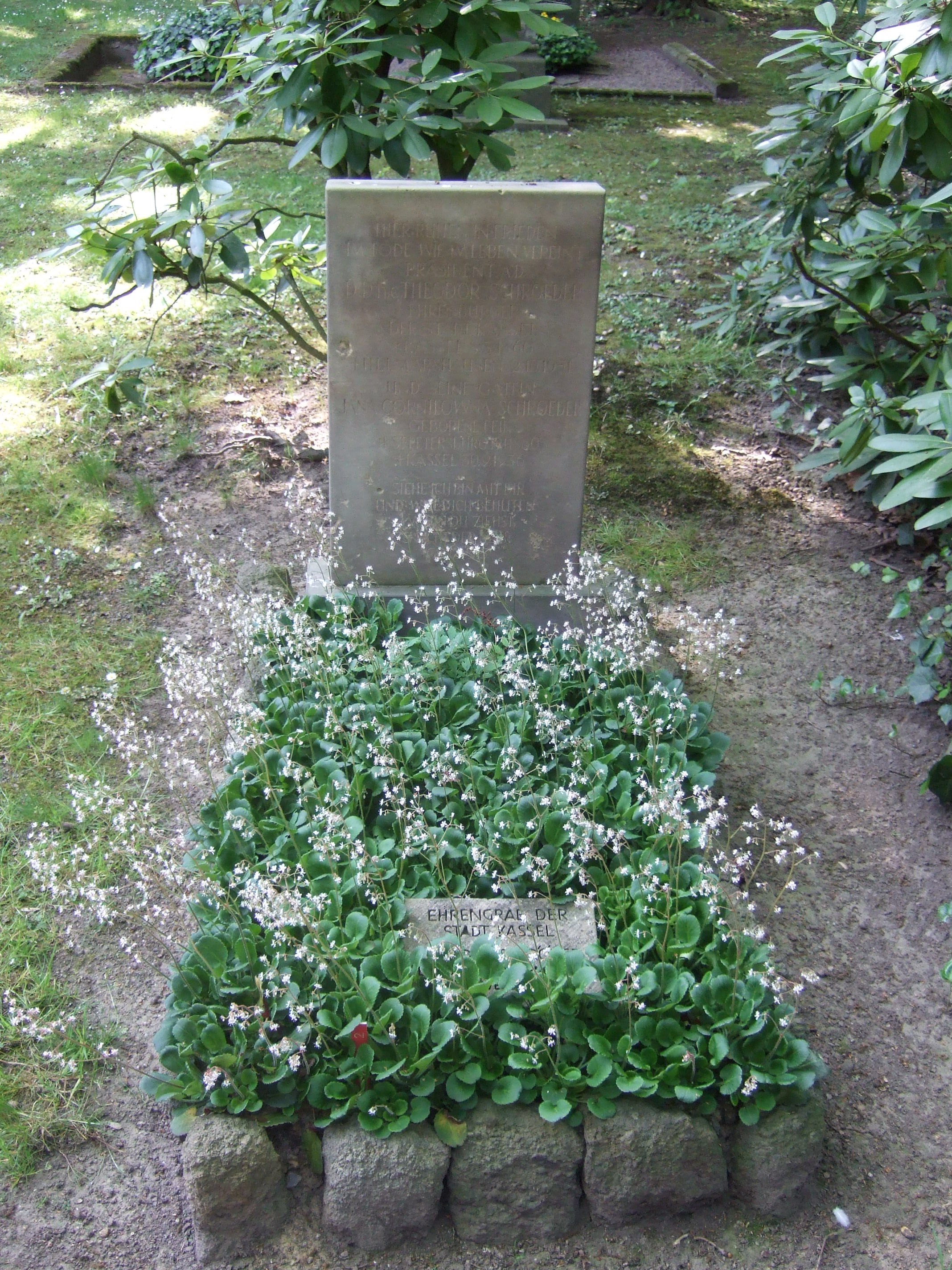
Grab von Theodor Schröder auf dem Hauptfriedhof Kassel

1927 erhielt er die medizinische Ehrendoktorwürde der Philipps-Universität Marburg. 1951 wurde er zum Ehrenbürger der Stadt Kassel ernannt.

## Schriften
- Zur Geschichte des Reichsverbandes der deutschen landwirtschaftlichen Berufsgenossenschaften. In: 50 Jahre landwirtschaftliche Unfallversicherung 1939 (mit Porträt von Hermann Kätelhön)
- Stammbaum der Familie Schroeder (Schröder) in Gödestorf (Hannover) und Kassel (Hessen), 1936.